# 陳俊良
陳俊良(JIN)，出生於台灣屏東，台灣電視綜藝節目製作人，為友松娛樂旗下知名製作人。2014年與林貞均結婚，育有1子1女。
製作人陳俊良,曾製作過許多的節目，如少年特攻隊、超級偶像、歡樂幸運星、歡樂智多星、鑽石夜總會、我要當歌手、超級巨星紅白藝能大賞等…各個節目都有特色，並在綜藝節目的質量上不斷的創新，其製播節目涵括綜藝各個類型，外景、勵志、談話、歌唱、內景、益智、......等等。
2002年的外景真人秀《少年特攻隊》曾創下連續2年黃金檔收視調查冠軍,台視的達人綜藝《鑽石夜總會》創下連續2年臺灣周日重點時段收視調查冠軍,在台視與三立電視聯合播映的《超級偶像 Super Idull》為其大型選秀作品，播映後引發媒體觀注，更創下台灣選秀節目高峰,播映範圍遍及各地新加坡、馬來西亞、印尼等華語各地，由製作人陳俊良操作的前六屆不管收視或節目皆獲的媒體與關眾的良好評價! 在2014年製播多螢慕互動節目《女王的密室》，為台灣第一個Live播出，且用APP軟體與觀眾互動之節目，同時也是全世界上第一個Live即時連線的多屏互動節目!  屢屢在電視圈投下創新節目的他，更在2015年親赴中國北京衛視，製作中國四大選秀之一的，第三季《最美和聲》，在一線衛視頻道北京衛視平台播映，《最美和聲》不但創下三屆收視最高潮，也受到中國媒體的良好評價 !
除了常規節目，陳俊良也是每年台視除夕特別節目《超級巨星紅白藝能大賞》的總導演，春節前帶領數百位電視工作人員在台北小巨蛋錄製大型晚會，其參與藝人遍及中、港、台、日、韓...等亞洲各國當紅藝人，打造台灣紅白成為音樂界與藝能界主動爭取想上的大型晚會節目。
陳俊良製作節目的座右銘：『傳播給觀眾正能量，堅持節目寓教於樂! 』
紀錄-
最短時間升任製作人(2002.12.29少年特攻隊 )
歷年製作多檔節目皆為各時段收視冠軍
2017年-第52屆《電視金鐘獎-益智及實境節目》獲獎，獲獎節目為胡瓜主持，在衛視中文台播出長達1６年的節目。

## 作品

### 綜藝節目作品

#### 現正播出的節目 (有些可能早已停播)
| 開 播 日 期    | 播 出 頻 道 | 節 目 名 稱               | 主 持 人               | 備 註                                                                                              |
| 2000年5月29日  | 台視        | 《超級大富翁》            | 謝震武                 | 薛聖棻擔任製作人                                                                                   |
| 2002年12月29日 | 台視        | 《少年特攻隊》            | 5566                   | 創下3年無線台冠軍紀錄                                                                              |
| 2005年6月13日  | 衛視中文台  | 《歡樂幸運星》            | 胡瓜                   | 與狄瑞泰共同擔任製作人                                                                             |
| 2006年4月17日  | 台視        | 《哈林國民學校》          | 庾澄慶                 | 入圍2008年金鐘獎娛樂綜藝節目獎                                                                     |
| 2007年11月4日  | 台視        | 《鑽石夜總會》            | 利菁                   | 後期主持人有黃國倫代理主持人有小鐘、佩甄、小禎入圍2010年金鐘獎                                     |
| 2007年10月27日 | 台視        | 《超級偶像 Super Idol》   | 利菁                   | 與薛聖棻共同擔任製作人 榮獲第四十三屆金鐘獎歌唱綜藝節目主持人獎,入圍第四十五屆金鐘獎「綜藝節目獎」 |
| 2010年8月26日  | 台視        | 《超級設計師》            | 利菁                   | 與薛聖棻共同擔任製作人                                                                             |
| 2011年9月17日  | 台視        | 《App Star高手爭霸戰》    | Ivy榮忠豪              | 與薛聖棻、陳財裕共同擔任製作人                                                                     |
| 2012年5月27日  | 台視        | 《紅白紅白我勝利》        | 張小燕、黃子佼、段旭明 | 更名為《綜藝十八班》                                                                               |
| 2012年8月5日   | 台視        | 《綜藝十八班》            | 張小燕、黃子佼、段旭明 | 更名為百萬大明星                                                                                   |
| 2013年5月10日  | 台視        | 《金牌麥克風》            | 張小燕、黃子佼         | 創下全國破百所大學參賽記錄                                                                         |
| 2013年5月26日  | 台視        | 《Super Star 我要當歌手》 | 張小燕、黃子佼         | 入圍50屆金鐘獎                                                                                     |
| 2014年12月13日 | 台視        | 《女王的密室》            | 張小燕、李艷秋         | 與薛聖棻共同擔任製作人                                                                             |
| 2016年5月7日   | 台視        | 《奇幻島》                | 張小燕、阿KEN          | 與薛聖棻共同擔任製作人                                                                             |
| 2015年4月      | 北京衛視    | 《最美和聲》第3季         |                        | [ 1 ] [ 2 ]                                                                                        |

| 開 播 日 期   | 播 出 頻 道 | 節 目 名 稱              | 主 持 人 | 備 註                                                                                                 |
| 2010年2月13日 | 台視        | 《超級巨星紅白藝能大賞》 | 張小燕、庾澄慶 | 薛聖棻、陳俊良、黃琳容擔任製作人                                                                      |
| 2011年3月7日  | 衛視中文台  | 《歡樂智多星》           | 胡瓜 | 薛聖棻、陳俊良擔任製作人                                                                              |
| 2017年7月1日  | 中視        | 《K歌大明星》            | 張小燕、阿KEN | |
| 2017年10月7日 | 中視        | 《希望之星 》            | 黃子佼、LULU | 陳俊良、 薛聖棻擔任製作人                                                                             |
| 2019年7月1日  | 公視台語台  | 《全家有智慧 》          | 林美秀、紀竣崴 | 公視台語台開台節目                                                                                    |
| 2022年8月30日 | TaiwanPlus  | 《jason's table 》       | 王凱傑Jason Wang 入圍三項第15屆的「The Taste Awards」最佳亞洲節目獎、入圍最佳新影集、最佳族群生活風格節目等～三大獎項 | 「The Taste Awards 有美食、時尚及生活風格類媒體奧斯卡之稱，最終獲得「The Taste Awards」最佳亞洲節目獎 |
| 2024年3月5日  | TVBS        | 《拜託ATM 》             | 胡瓜、SANDRA | |

1. ↑  廖慧娟. . 中國時報. 2015-04-08  [2017-07-01]. （原始内容存档于2017-07-21）.